# Jungle Cruise (film)
Jungle Cruise is een Amerikaanse fantasy-avonturenfilm uit 2021, onder regie van Jaume Collet-Serra naar een scenario van Michael Green, Glenn Ficarra en John Requa. De film is gebaseerd op de gelijknamige attractie bedacht door Walt Disney. De hoofdrollen worden vertolkt door Dwayne Johnson, Emily Blunt, Édgar Ramírez, Jack Whitehall, Jesse Plemons en Paul Giamatti.

## Verhaal
Het verhaal speelt zich af tijdens de twintigste eeuw waarin de kapitein Frank samen met zijn wetenschapper Lily en diens broer in de jungle op zoek zijn naar de Tree of Life.

### Verwijzingen naar Disneyland
In de film bevinden zich diverse Easter eggs die verwijzen naar Disney-attracties. In het begin van de film maakt Frank een boottocht met toeristen. Hierbij vertelt hij diverse woordgrappen en laat bezoekers de 'achterkant van het water' zien. Deze woordgrappen worden in de gelijknamige Disney-attractie door het personeel ook verteld tegenover bezoekers.
Het personage Nilo draagt een kaketoe met de naam Rosita bij zich. In de Disney-attractie Walt Disney's Enchanted Tiki Room stond ook een witte vogel met de naam Rosita. Plots was de vogel verwijderd in de attractie en dook toen later elders op. De attractie staat overigens naast de Jungle Cruise.
Gedurende de film is meerdere keren de lokale bevolking te zien die in de jungle woont. De personages en ook de kleding die ze dragen zijn onder meer gebruikt voor posters van de attractie en zijn, met blaaspijpen, ook terug te vinden in de attractie zelf.

## Rolverdeling
| Acteur          | Personage         |
| --------------- | ----------------- |
| Dwayne Johnson  | Frank Wolff       |
| Emily Blunt     | dr. Lily Houghton |
| Édgar Ramírez   | Aguirre           |
| Jack Whitehall  | McGregor Houghton |
| Jesse Plemons   | prins Joachim     |
| Paul Giamatti   | Nilo              |
| Veronica Falcón | Trader Sam        |

## Productie
In september 2004 raakte bekend dat de film in ontwikkeling was naar een scenario van Josh Goldstein en John Norville. De film zou in het eerste scenario losjes gebaseerd zijn op de gelijknamige attractie waarin het verhaal zich zou afspelen in de twintigste eeuw. Ruim zes jaar later werd bekendgemaakt dat Tom Hanks en Tim Allen de hoofdpersonages zouden gaan vertolken. Ook zou het scenario herschreven worden door Roger S. H. Schulman.
Het project stond vervolgens vier jaar stil, maar werd in augustus 2015 weer opgepikt door Walt Disney Pictures met Dwayne Johnson die een van de hoofdrollen zou gaan vertolken. In juni 2017 werd Jaume Collet-Serra aangekondigd om de regierol op zich te nemen.
Emily Blunt werd in januari 2018 gecast als de tegenspeler van Johnson. Vervolgens werden in de maanden later ook Jack Whitehall, Édgar Ramírez, Jesse Plemons en Paul Giamatti toegevoegd aan het project.
De opnames gingen op 14 mei 2018 van start en eindigden op 14 september 2018. Er werd onder meer opgenomen in Hawaii en Atlanta.

## Release
Jungle Cruise ging in première op 24 juli 2021 in het Disneyland Resort in Anaheim, Californië. Op 30 juli 2021 verscheen de film zowel in de Amerikaanse bioscopen als op Disney+ met een zogenaamde VIP-toegang. Aanvankelijk zou de film op 24 juli 2020 uitgebracht worden, maar vanwege de coronapandemie werd de releasedatum voor een jaar uitgesteld. In Nederland werd de film op 28 juli 2021 uitgebracht.